# ISO 3166-2:CX
ISO 3166-2:CXはISOの3166-2規格のうち、CXで始まるものである。オーストラリア領クリスマス島の行政区分コードを意味する。クリスマス島はISO 3166-1(ISO 3166-1 alpha-2)で、CXを国コードとして割り振られている。ISO 3166-2:CXに対応する行政区分コードの割り当てはない。